# Фатима Куинова
Пани́ра Ибраги́мова (род. 28 декабря 1926, Самарканд, Узбекская ССР, СССР – 28 декабря 2021, Квинс, Нью-Йорк, США), более известная под сценическим псевдонимом Фатима Куинова (тадж. Фатима Куэнова, перс. فاطمه کوینوا‎) — бухарско-еврейская певица в жанре «Шашмаком».
Ей было присвоено звание «Заслуженная артистка Таджикской ССР».

## Биография

### Ранние годы
Куйнова родилась в 28 декабря 1926 года в Самарканде, Узбекской ССР.
Она переехала в Сталинабад, Таджикская ССР, со своими семью братьями и двумя сёстрами, когда ей было тринадцать лет, после того как их отец был заключён в тюрьму и убит советским правительством за своё коммерческое процветание.
Её семья была бухарскими евреями, и их фамилия изначально была «Коэн», но она сменила её на «Куйнова», чтобы избежать преследований евреев при Сталине.
В детстве она знала известную семью Муллоджонов и дружила с Шойстой Муллоджоновой. Куйнова выросла в Средней Азии при сталинском советском режиме и говорила по-русски, но она также выучила бухори, диалект персидского языка.
Отец был кантором синагоги в её родном городе и обучал дочь музыке.

## Творчество

### Музыкальная карьера

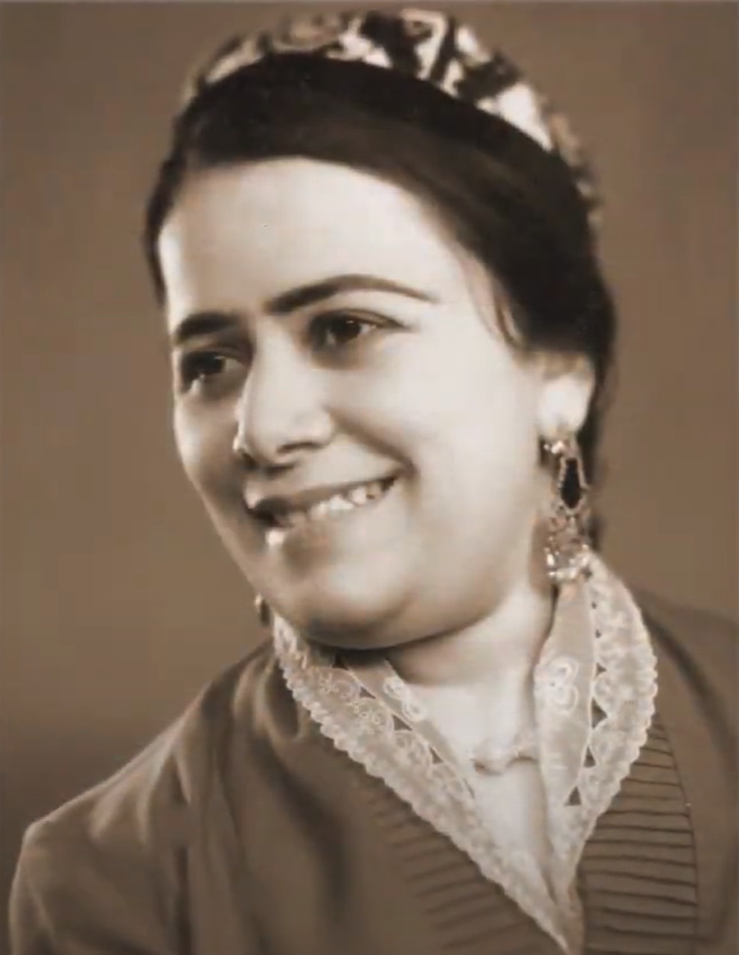
Куинова в 1948 году

Куйнова начала петь на разных фестивалях в юном возрасте.
Она также пела для Иосифа Сталина, который, вероятно, не знал о её еврейской вере и этнической принадлежности.
Куйнова прославилась после выступлений перед солдатами во время Великой Отечественной войны.
В 1955 году ей было присвоено звание «Заслуженная артистка Таджикской ССР». После этого она начала заниматься музыкой в жанре - Шашмаком, и пела её по всему Советскому Союзу и Средней Азии.
Куйнова стала солисткой Таджикской государственной филармонии вместе с давней подругой Шоистой Муллоджоновой.

## «Рубоистока»
Эти двое получили широкое признание в республике и были одними из ведущих традиционных исполнителей Советского Союза. И Куйнова, и Муллоджонова были солистками Таджикского ансамбля «Рубоистока», которая выступала на телевидении и радио по всей Таджикской ССР, Средней Азии и СССР и ездила петь в такие районы, как: Киев, Ленинград и Москва.
Она также гастролировала по Европе, Афганистану и Ирану, где пела для шаха.

## Переезд в США
Она иммигрировала в Куинс, штат Нью-Йорк, США, в 1980 году,  и поселилась в Рего-парке, где она основала и была ведущей вокалисткой ансамбля музыки бухарских евреев «Шашмакам».
В 1992 году Куинова была удостоена награды «National Heritage Fellowship», присуждаемой Национальным фондом искусств .
В Куинске Куинова работала с бухарско-еврейской музыкальной общиной и выступала  на многочисленных культурных и фольклорных мероприятиях в Нью-Йорке.

## Смерть
Фатима умерла в Куинске 28 декабря 2021 года, когда ей исполнилось 95 лет.